# Aristipo (tirano)
Aristipo fue un tirano de Argos del siglo II a. C.
Tan cruel como desconfiado, dormía en una habitación a la que había de subir por una escalera de mano que después retiraba. Arato de Sición y Demetrio se sublevaron contra él derrotándole en Cleonas. Aristipo fue matado por uno de sus esclavos durante la retirada.